# Kieldrechtse Watergang
De Kieldrechtse Watergang ligt meanderend in het polderlandschap van het Waasland. Met zijn ruime rietkragen vormt het de verbinding tussen meerdere kreken en geulen in het Salegehem Krekengebied. De Kieldrechtse Watergang verbindt onder meer de Grote Geule gelegen te Kieldrecht met het Sint-Jakobsgat en de Grote Saleghemgeul te Meerdonk.
Deze natuurlijke corridor tussen meerdere kleine natuurgebieden is van hoog ecologisch belang.
Natuurpunt, afdeling Waasland Noord, heeft meerdere oeverpercelen aan de Kieldrechtse Watergang aangekocht. Daar waar de oevers in het verleden werden verhoogd door de landbouwers, met allerlei in de oever gestorte afval om alzo het akkerland te vergroten, werden de laatste jaren, in samenwerking met het gemeentebestuur van Sint-Gillis-Waas, de oevers afgegraven en in hun oorspronkelijke staat hersteld.

## Externe links

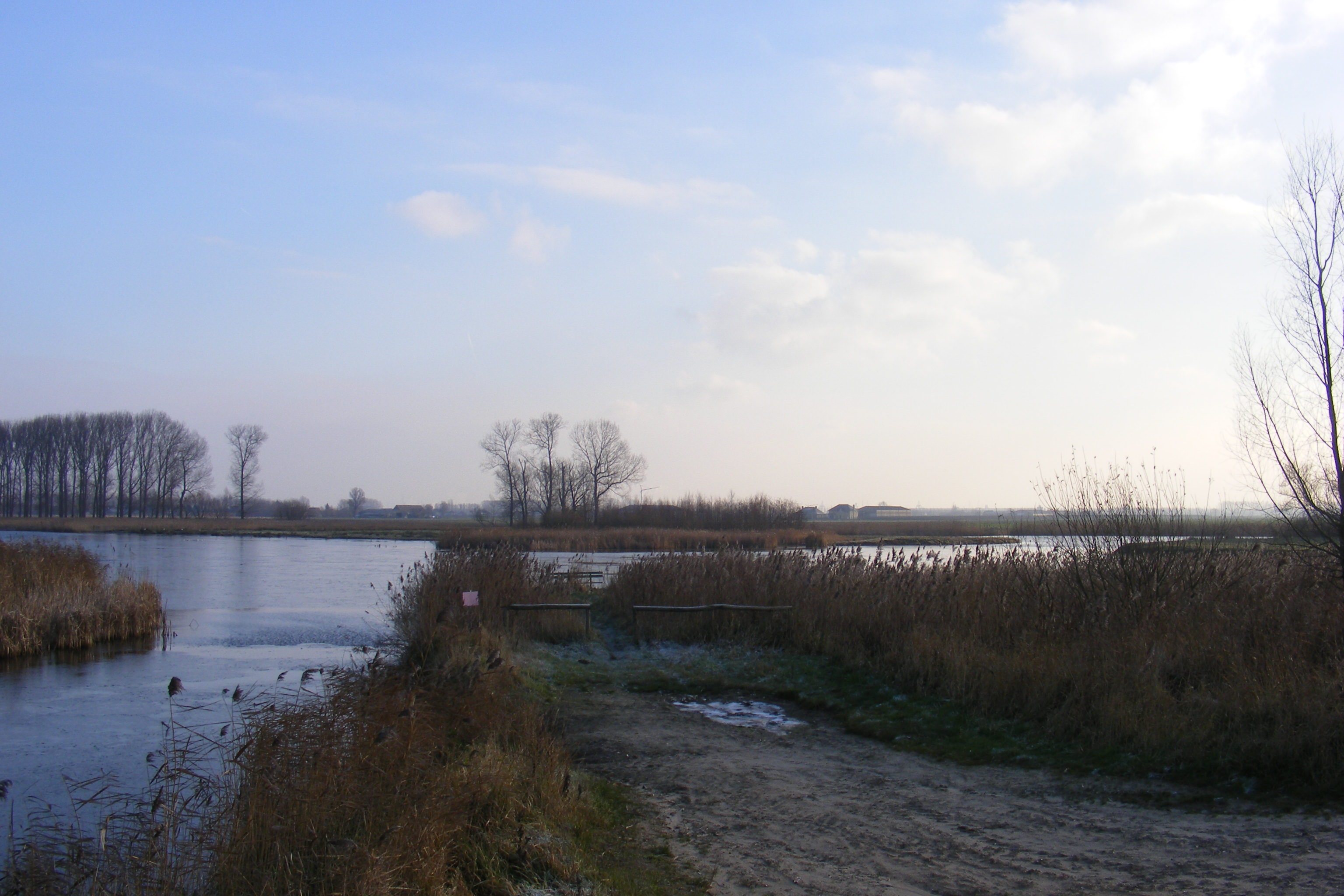
De Kieldrechtse Watergang aan de Grote Geule.
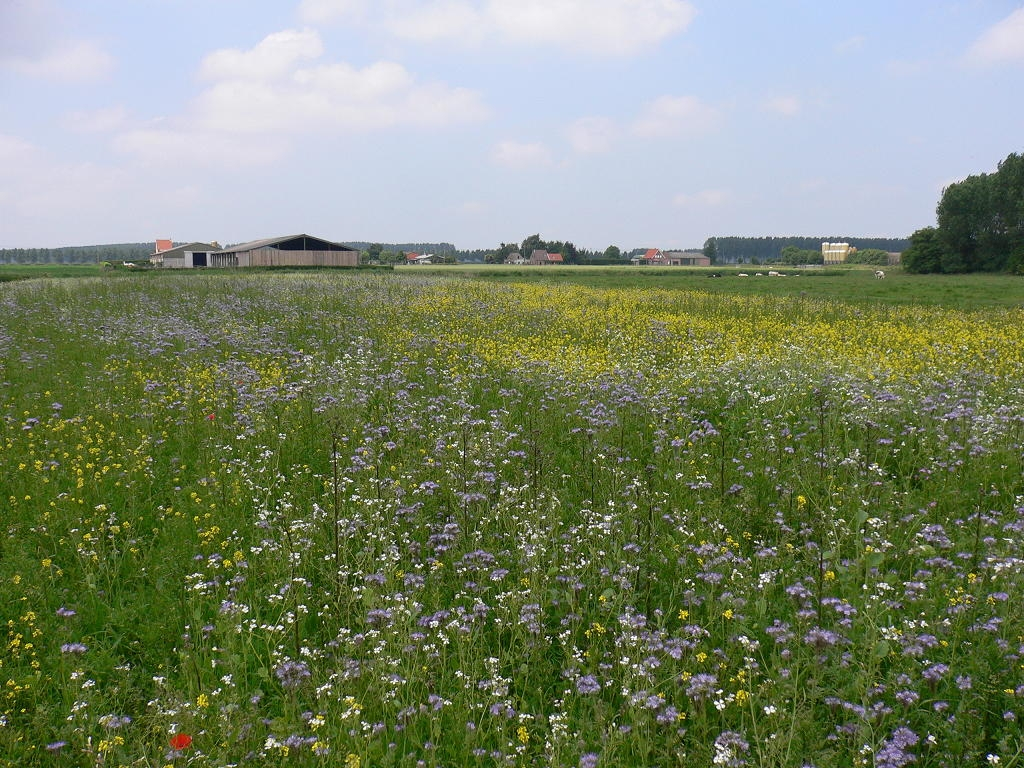
Hooilandje aan de Kieldrechtse Watergang, beheerd door Natuurpunt Waasland Noord